# Chaber piękny
Chaber piękny (Psephellus pulcherrimus (Willd.) Wagenitz) – gatunek byliny z rodziny astrowatych. Pochodzi z Azji Mniejszej.

## Morfologia i biologia
ŁodygaProsto wzniesiona, osiąga wysokość 30–50 cm.
LiścieSrebrzysto-zielone.
KwiatyDuże, różowe, o średnicy do 5 cm.
SiedliskoPorasta skaliste zbocza. Preferuje stanowiska nasłonecznione.